# Drapeau de l'Aragon
Le drapeau de l'Aragon est le drapeau de la communauté autonome de l'Aragon en Espagne, adopté le 16 avril 1984.

## Description
Le drapeau se base sur les anciennes couleurs de la Couronne d'Aragon : quatre bandes de couleur rouge sur fond or. Sur le drapeau, ces bandes sont orientées horizontalement. Il porte également le blason du côté de la hampe
| Couleur | ● Or        | ● Gueules      |
| ------- | ----------- | -------------- |
| HTML    | #fbea0E     | #ff0000        |
| RVB     | 251,234,14  | 255, 0, 0      |
| CMJN    | 0, 7, 94, 2 | 0, 100, 100, 0 |

### Blason

Blason de la communauté autonome d'Aragon

Le blason actuel de l'Aragon se compose en écartelé de quatre quartiers. Le premier quartier est une reproduction du blason de Sobrarbe, qui apparaît à la fin du XVe siècle et commémore, selon la tradition, le légendaire royaume de Sobrarbe. Le second quartier, qui représente la Croix d'Eneko Arista, est un ajout du roi aragonais Pierre IV le Cérémonieux : s'appuyant sur une interprétation anachronique qui fait de cette croix le symbole de la religion chrétienne des premiers rois asturiens, navarrais et aragonais, il l'ajoute au blason des rois d'Aragon. Le troisième quartier est une croix d'Alcoraz, c'est-à-dire une croix de saint Georges cantonnée de quatre têtes de Maures, confirmée la première fois sur un sceau de Pierre III d'Aragon, datant de 1281, et rappelant, selon la légende, la bataille au cours de laquelle Pierre Ier et son fils, le futur Alfonse Ier le Batailleur, s'emparèrent de la ville de Huesca. Le quatrième quartier, appelé les « barres d'Aragon » ou « enseigne royale d'Aragon », est le plus ancien des emblèmes héraldiques d'Aragon, remontant au moins à la deuxième moitié du XIIe siècle (voir son origine légendaire sous Guifred le Velu). Ces « barres » sont d'ailleurs visibles dans le troisième quartier du blason de l'Espagne.

Blason de Sobrarbe
Croix d'Eneko Arista
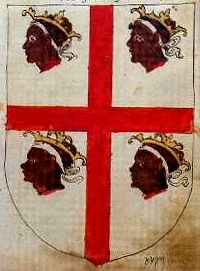
Croix d'Alcoraz ou croix de saint Georges cantonnée de quatre têtes de Maures
Barres d'Aragon

## Réglementation et usage

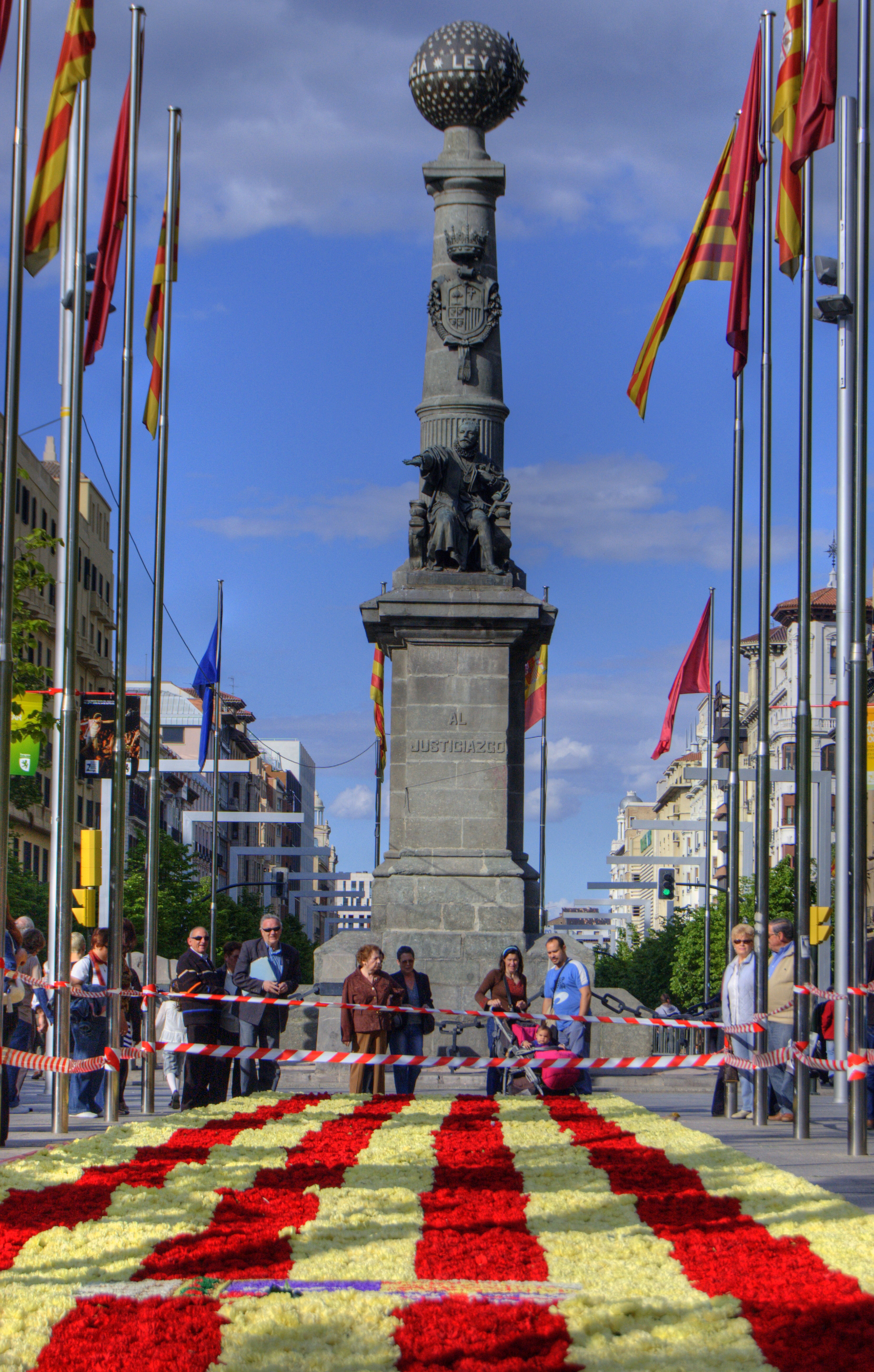
Drapeau de l'Aragon en fleurs, jour de la Saint-Georges, place d'Aragon à Saragosse

En accord avec la disposition de l'article 3 du statut d'autonomie, le drapeau d'Aragon suit le patron traditionnel de quatre barres horizontales gueules sur fond or :
« Article 3.— Symboles et capitale.
1. Le drapeau d'Aragon est celui traditionnel avec quatre bandes rouges horizontales sur fond jaune.
2. Le blason d'Aragon est celui traditionnel à quartiers, orné par la couronne correspondante, et figure au centre du drapeau. »

- Statuts d'autonomie d'Aragon de 1982
La loi 2/1984 du 16 avril 1984 régit l'usage du drapeau et des armoiries de la région. L'article 5 stipule que "le blason d'Aragon figurera toujours au centre du drapeau".
Le décret 48/1984 de la chambre des députés d'Aragon, qui prescrit l'usage public du patron officiel du blason d'Aragon et établit les spécifications quant à la confection et aux caractéristiques physiques du drapeau d'Aragon, stipule à l'article 2º que "lorsque le drapeau d'Aragon a la proportion normale, soit la longueur égale à trois moitiés de la largeur, l'axe du blason sera situé à une distance de la ligne de mi-largeur du drapeau", étant celui utilisé par les institutions d'Aragon.

## Historique

Plus ancien témoin du blason de l'Aragon, Saragosse (1499)

Le drapeau aragonais actuel reprend le motif et les couleurs du blason de la lignée des rois d'Aragon ou Maison d'Aragon (es), connu au Moyen Âge comme « notre symbole royal ». Cet emblème de pals de gueules et or est employé comme sceau, étendard, blason ou bannière indistinctement. Utilisé primitivement comme emblème familial, il représente ensuite l'autorité du roi d'Aragon puis avec la constitution de l'État moderne, devient symbole territorial. Ce blason existe depuis au moins le règne d'Alphonse II, où apparaissent comme écus isolés, en housses de cheval et comme meuble vexillologique de l'étendard de la lance d'un spectacle équestre du roi d'un cachet de 1186.

Drapeau de 1977 à 1978

Drapeau de 1978 a 1984

Le témoin le plus ancien de l'emblème des barres d'Aragon date de 1150, qui apparaît sur l'écu probablement préhéraldique d'un sceau de Raimond-Bérenger IV, prince d'Aragon et comte de Barcelone. Malgré le manque de netteté et la monochromie qui créent une incertitude, car l'écu plaqué révèle les habituels renforts défensifs des écus du milieu du XIIe siècle, alors que le sigillographe catalan Ferran de Sagarra i de Siscar (ca), qui fait une étude des sceaux de Raimond-Bérenger IV, jusqu'aux auteurs actuels comme Guillermo Fatás Cabeza ou Ignacio de Torres-Solanot y García de Bustelo, hésitent à le classer comme héraldique, il n'est pas comme le blason courant des guerres formés de barres et de renforts métalliques de l'époque faisant partie de l'équipement armurier du cavalier représenté. C'est à cette époque que commence à apparaître dans la péninsule Ibérique, selon les études de Faustino Menéndez Pidal de Navascués (es).
La dynastie royale d'Aragon est unique en ce qu'elle pouvait détenir les pals célèbres de gueules dans un champ d'or, et Raimond-Bérenger IV s'unit à Pétronille d'Aragon suivant la règle de droit aragonais médiéval connue comme matrimonio en Casa, la possibilité de succession par les mâles, ce qui lui donne la place comme fils et vassal du grand seigneur de la maison d'Aragon, Ramire II et le transmet à son fils Alphonse II et ses enfants comme emblème de la famille bien que non lié au titre de roi d'Aragon. Plus tard, dans la deuxième moitié du XIIIe siècle, ce symbole commence à représenter la royauté.
L'attestation la plus ancienne du blason aragonais écartelé remonte à 1499. Ce blason, remis au goût du jour au XIXe siècle, après avoir été oublié, est confirmé comme le blason officiel par l'Académie royale d’histoire en 1921.
Avant la constitution du gouvernement de l'Aragon, les trois formations politiques de l'Assemblée législative faisant partie du comité de rédaction, utilisent différents symboles. Initialement, en 1971, lors des premières rencontres, les représentants considèrent un drapeau à barres rouges et jaune avec champ avec la croix de Saint-Georges. Celui-ci est adopté le 28 mai 1977 en séance plénière de la province de Saragosse. Le 12 avril 1978, un drapeau constitué de quatre barres rouges sur lesquelles peut s'apposer l'écu formé des quatre quartiers traditionnels : le chêne vert de Sobrarbe, la Croix d'Eneko Arista, la croix de Saint-Georges entourée des quatre têtes de maures et les pals de gueules. Ce patron est adopté lors de la première réunion de la nouvelle Députation générale d'Aragon. Il est utilisé jusqu'en 1984, année d'approbation du statut d'autonomie. Le décret 48/1984, qui réglemente le drapeau et l'écu, officialise une variante avec déplacement de l'écu vers la hampe et le graphisme du blason.